# Voldemar Väli
Voldemar Väli   (Kuressaare, 10 de gener de 1903 - Estocolm, 13 d'abril de 1997) va ser un lluitador estonià, especialista en lluita grecoromana, que va competir durant les dècades de 1920 i 1930.
Amb només 17 anys va disputar els Jocs Olímpics de París de 1924, on fou eliminat en segona ronda de la prova del pes ploma del programa lluita grecoromana pel català Jordà Vallmajó. El 1928 va prendre part en els Jocs d'Amsterdam, on guanyà la medalla d'or en la competició del pes ploma del programa lluita grecoromana. El 1932 no va poder disputar els Jocs de Los Angeles perquè Estònia no tingué prou diners per enviar un equip a Amèrica. El 1936, als Jocs de Berlín, va disputar els seus tercers i darrers Jocs Olímpics. En ells guanyà la medalla de bronze en la prova del pes lleuger del programa lluita grecoromana.
En el seu palmarès també destaquen cinc medalles al Campionat d'Europa de lluita, dues d'or, dues de plata i una de bronze. A nivell nacional guanyà 19 campionats entre 1922 i 1942. Durant la Segona Guerra Mundial emigrà, juntament amb la seva família, a Suècia.
Väli va treballar com a operador de grues al port de Tallinn. A Suècia va ser un treballador de metall i més tard va fundar una fàbrica de nines amb la seva dona.